# ميشيل آن هولي
ميشيل آن هولي (بالإنجليزية: Michael Ann Holly)‏ هي مؤرخة فن أمريكية، ولدت في 19 يوليو 1944.